# You Can’t Stop the Girl
«You Can’t Stop the Girl» (с англ. — «Ты не сможешь остановить девушку») ― песня американской певицы Биби Рексы для саундтрека к диснеевскому фильму 2019 года «Малефисента: Владычица тьмы». Она была выпущена как сингл в 20 сентября 2019 года. и включена в саундтрек к фильму, который был выпущен 18 октября 2019 года.

## Продвижение
Рекса анонсировала сингл 17 сентября 2019 года после фрагмента, выпущенного накануне.

## Критика
Клэр Шаффер из журнала Rolling Stone написала, что песня превращает историю Малефисенты в классический гимн расширения прав и возможностей девочек и позволяет Рексе показать свой впечатляющий вокал. Трей Олстон из MTV заявил, что Биби Рекса представила гимн силы этой зимой.

## Музыкальное видео
Музыкальное видео было снято режиссёром Софи Мюллер. В нём Рекса ведет своих коллег-женщин-бегунов по городу. На видео также видно, как она бродит по волшебному и наполненному бабочками лесу, щеголяя в сверкающем чёрном платье и головном уборе. Видео было выпущено 15 октября 2019 года.

## Чарты
| Чарт(2019—2020)                   | Высшая позиция |
| --------------------------------- | -------------- |
| Нидерланды (Dutch Top 40)         | 29             |
| Нидерланды (Single Top 100)       | 78             |
| New Zealand Hot Singles (RMNZ)    | 31             |
| США (Billboard Adult Pop Airplay) | 34             |
| US Kid Digital Songs (Billboard)  | 1              |
| США (Billboard Pop Airplay)       | 40             |